# Ходак (футбольный клуб)
«Ходак» — украинский любительский футбольный клуб из города Черкассы. Победитель чемпионатов и обладатель кубков Черкасской области. Участник любительских чемпионатов Украины, бронзовый призёр 2006 года. После ликвидации черкасского «Днепра» «Ходак» был главной командой Черкасской области.

## Достижения
- Бронзовый призёр любительского чемпионата Украины (1): 2006
- Финалист Кубка ААФУ (1): 2009.
- Чемпион Черкасской области (3): 2005, 2006, 2008.
- Серебряный призёр чемпионата области (1): 2004.
- Бронзовый призёр чемпионата области (1): 2007.
- Обладатель Кубка области (1): 2007, 2009.

## История
В 1995 году в Черкассах при компании «Ходак» была организована футбольная команда. На протяжении 9-и лет команда представляла компанию во всевозможных областных турнирах. В 2004 году был официально зарегистрирован футбольный клуб «Ходак». Клуб заявился в чемпионат области и становился его победителем в 2005, 2006 и 2008 гг. В сезоне 2006 года «Ходак» занял третье место в любительском чемпионате Украины.